# 李纮 (宋朝)
李纮（?—?），字仲纲，北宋宋州楚丘县（今山东省曹县南）人，李昌龄从子。
李纮之父李克明，官至提点广东刑狱。李纮进士及第，试秘书省校书郎、知歙县。歙县产黄金，民以黄金代赋，后金矿枯竭，但是官府还是让百姓交黄金代赋。李纮奏请罢除。历知于潜县、剡县，治有惠政。御史知杂吕夷简推荐他，改任著作佐郎、监丹阳县酒税，知灵池县。
刘均、蔡齐举为御史台推直官，拜为监察御史，转任殿中侍御史。判三司开拆司。改任盐铁判官，历任梓州路、陕西路、河北路转运使。在陕西路转运使任上推荐孙甫，转任侍御史。推举世衡等数人，转任知杂事、权同判流内铨。为三司度支副使，出使契丹。担任天章阁待制、河北都转运使，转任刑部郎中，还朝，同知通进、银台司，进龙图阁直学士、知秦州，去世。